# Sineleotris
Sineleotris is een geslacht van straalvinnige vissen uit de familie van zeegrondels (Odontobutidae).

## Soorten
- Sineleotris chalmersi (Nichols & Pope, 1927)
- Sineleotris namxamensis Chen & Kottelat, 2004
- Sineleotris saccharae Herre, 1940